# Phong Phú, Bình Chánh
Phong Phú là một xã thuộc huyện Bình Chánh, Thành phố Hồ Chí Minh, Việt Nam.

## Địa lý
Xã Phong Phú nằm ở phía đông huyện Bình Chánh, có vị trí địa lý:
- Phía đông giáp xã Bình Hưng và huyện Nhà Bè
- Phía tây giáp xã Hưng Long và Quận 8
- Phía nam giáp xã Đa Phước
- Phía bắc giáp xã Bình Hưng và Quận 8.

Xã có diện tích 18,68 km², dân số năm 2021 là 40.274 người,  mật độ dân số đạt 2.155 người/km².

## Lịch sử
Dưới thời Pháp thuộc, địa bàn xã Phong Phú hiện nay tương ứng với hai làng Phong Đước và An Phú thuộc tổng Tân Phong Hạ, quận Trung Quận (còn được gọi là quận Gò Đen), tỉnh Chợ Lớn.
Sau năm 1956, các làng được gọi là xã. Vào năm 1957, chính quyền Việt Nam Cộng hòa giải thể tỉnh Chợ Lớn và sáp nhập phần lớn quận Gò Đen cũ (gồm ba tổng Long Hưng Thượng, Long Hưng Trung và Tân Phong Hạ) vào tỉnh Gia Định để thành lập quận Bình Chánh, hai xã Phong Đước và An Phú thuộc quận Bình Chánh.
Sau năm 1975, hai xã Phong Đước và An Phú được sáp nhập thành xã Phong Phú thuộc huyện Bình Chánh, Thành phố Hồ Chí Minh.